# Comuna Järfälla
Järfälla (Järfälla kommun) este o comună din comitatul Stockholms län, Suedia, cu o populație de 85.878 locuitori (2023).

## Geografie

### Zone urbane
Toate așezările cu peste 200 locuitori din comună intră în componența zonei urbane Stockholm.

## Demografie
| \| Evoluția demografică în comuna Järfälla, 1970–2015 \| Evoluția demografică în comuna Järfälla, 1970–2015 \| Evoluția demografică în comuna Järfälla, 1970–2015 \| Evoluția demografică în comuna Järfälla, 1970–2015 \| Evoluția demografică în comuna Järfälla, 1970–2015 \| \| ----------------------------------------------------------------------------------------------------- \| -------------------------------------------------- \| -------------------------------------------------- \| -------------------------------------------------- \| -------------------------------------------------- \| \| An \| \| \| Locuitori \| \| \| 1970 \| 1970 \| \| 49261 \| 49261 \| \| 1975 \| 1975 \| \| 51549 \| 51549 \| \| 1980 \| 1980 \| \| 53321 \| 53321 \| \| 1985 \| 1985 \| \| 56020 \| 56020 \| \| 1990 \| 1990 \| \| 56359 \| 56359 \| \| 1995 \| 1995 \| \| 58675 \| 58675 \| \| 2000 \| 2000 \| \| 60471 \| 60471 \| \| 2005 \| 2005 \| \| 61743 \| 61743 \| \| 2010 \| 2010 \| \| 66211 \| 66211 \| \| 2015 \| 2015 \| \| 72429 \| 72429 \| \| Sursa: SCB - Statistika Centralbyrån, Folkmängd efter region, civilstånd, ålder och kön. År 1968–2016 \| \| \| \| \| |      |  |           |       |
| Evoluția demografică în comuna Järfälla, 1970–2015 |      |  |           |       |
| An |      |  | Locuitori |       |
| 1970 | 1970 |  | 49261     | 49261 |
| 1975 | 1975 |  | 51549     | 51549 |
| 1980 | 1980 |  | 53321     | 53321 |
| 1985 | 1985 |  | 56020     | 56020 |
| 1990 | 1990 |  | 56359     | 56359 |
| 1995 | 1995 |  | 58675     | 58675 |
| 2000 | 2000 |  | 60471     | 60471 |
| 2005 | 2005 |  | 61743     | 61743 |
| 2010 | 2010 |  | 66211     | 66211 |
| 2015 | 2015 |  | 72429     | 72429 |
| Sursa: SCB - Statistika Centralbyrån, Folkmängd efter region, civilstånd, ålder och kön. År 1968–2016 |      |  |           |       |